# The Sacrament
The Sacrament è un film del 2013 diretto da Ti West. 
Pellicola horror prodotta negli Stati Uniti, ispirata al massacro di Jonestown da parte della setta Tempio del Popolo. Alcune scene vengono girate sotto forma di falso documentario. 

## Trama
(Jake)
 La VICE, un'organizzazione giornalistica di nuova generazione dove lavora Sam Turner, decide di intervistare il giovane Patrick Carter, un fotografo freelance, che ha ricevuto una lettera dalla sorella, Caroline, che è scappata in una comunità religiosa al di fuori del paese per guarire la sua tossicodipendenza, invitandolo ad entrare nella comunità. Rintracciando il numero di telefono della sorella, Patrick  insieme a Sam e al cameraman Jack arrivano in una piccola comunità. Uomini armati la proteggono continuamente e sono molto diffidenti con gli stranieri. Jack rivede Caroline, che gli spiega che la comunità è stata creata con il sudore dei suoi abitanti, e che a comandare tutto c'è il “Padre”. Inoltre, alcune persone estranee li attaccano, volendo fermare il loro obiettivo di vita pacifica.
Sam intervista la 75enne Lorrane Davis, Robert e Andre Evans e la 23enne Sarah White, quattro membri della comunità, capendo che la zona è un luogo senza alcun tipo di tecnologia sofisticata e che tutte le persone hanno abbandonato qualsiasi oggetto in loro possesso per vivere in quel posto. Inoltre, viene accennato all'eloquenza del Padre, che riesce a convincere chiunque abbia davanti riuscendo a salvarli dalla loro vita violenta e senza fede. I due giornalisti incontrano poi Savannah e sua madre, che rifiutano di parlare della comunità perché non è consentito. Caroline invita i due giornalisti e il fratello a una festa dopo il tramonto che si svolgerà al padiglione. Partecipandovi, i tre intervistano il Padre davanti a tutta la comunità che lo loda come un Dio. Il vero nome del Padre è Charles Anderson Reed, una persona che odia la società degli Stati Uniti che sta pian piano fallendo. Sembra inoltre conoscere la moglie di Sam e il bambino che porta in grembo.
Dopo l'intervista, inizia la festa dove tutti sembrano divertirsi, compreso Patrick. Savannah senza farsi notare, dà un biglietto a Sam dove lo supplica di aiutare i membri della comunità. I due cercano Patrick, ma incontrano Caroline che vuole distoglierli dal loro obiettivo. Si scopre che la vita alla comunità non è proprio così “sobria” come si credeva: il sesso sembra essere qualcosa di naturale tra gli abitanti. La madre di Savannah, Wendy, avvicina Sam e Jack e chiede loro di salvarli tutti, perché diversamente da quanto sembra, la comunità è più simile all'inferno che al giardino dell'eden. Il Padre è un vero e proprio dittatore, che insieme a Caroline, uccide chiunque vada contro la comunità oppure cerchi di scappare. Savannah viene affidata ai due, ma viene poi catturata dalla milizia locale per essere riportata a casa.
Il giorno dopo i membri della comunità si ribellano alla vita pacifica del Padre e vogliono ritornare alla società insieme a Patrick, Sam e Jack. Sam rimane insieme a Savannah alla comunità, cercando di aggiustare le cose, mentre Jack si dirige alla zona di atterraggio per parlare con il pilota dell'elicottero. Sam, viene ferito da un colpo d'arma da fuoco e catturato, mentre il pilota viene colpito per impedire a Jack di tornare a casa, costringendolo a fuggire nella foresta. Il Padre convoca tutti i cittadini della comunità dell'eden, e li invita a suicidarsi collettivamente attraverso una bevanda acida. Alcuni si ribellano, ma vengono convinti da loro cari a fare come ordinato. Come chiesto dal Padre, uomini, donne, anziani, bambini e neonati bevono la bibita, cadendo lentamente in un sonno profondo. Caroline fa in modo che anche suo fratello Patrick muoia. Jack torna alla comunità, dove trova sterminata la maggior parte della popolazione. Vede morire Andre, che gli rivela della morte del fratello Robert e di tutta la sua famiglia, e assiste poi all'omicidio di Savannah e Wendy e al suicidio di Caroline e del Padre. Riesce poi a slegare Sam e ad arrivare all'elicottero grazie all'aiuto di un superstite, e a ritornare a casa.

## Differenze con la realtà
- La VICE è solo un pretesto per entrare all'interno della comunità.
- Alla fine del film una scritta, indica che il totale dei morti sono 167, in realtà furono 909.
- Il personaggio chiamato "Padre" è in realtà Jim Jones, il responsabile del massacro.
- Il Padre sceglie di far suicidare tutti i membri della comunità, in realtà fu il consiglio della zona a decidere una cosa del genere.
- Nel film Jack e Sam sono gli unici sopravvissuti, in realtà i sopravvissuti furono 167 ed erano membri della comunità scampati al massacro.